# Nada menos que todo un hombre
Nada menos que todo un hombre és una pel·lícula dramàtica espanyola del 1972 dirigida per Rafael Gil Álvarez i protagonitzada per Analía Gadé, Francisco Rabal i Ángel del Pozo. Està basada en la novel·la homònima de Miguel de Unamuno de 1916.

## Sinopsi
Alejandro Gómez tora a Espanya després de fer-se ric a Amèrica. Un cop arribat es casa amb Julia, l'amor de la qual desitjava des que va marxar. Julia està obsessionada en que vol ser estimada per la seva ànima i no per la seva bellesa. Tanmateix, Alejandro s'ha tornat un materialista que creu que amb els seus diners ho pot comprar tot, raó per la qual el seu matrimoni serà dissortat.

## Repartiment
- Analía Gadé - Julia Yáñez.
- Francisco Rabal - Alejandro Gómez.
- Ángel del Pozo - Gabriel.
- José María Seoane
- Tomás Blanco - Víctor Yáñez, pare de Julia.
- Rafael Hernández - Encargado casa del campo.
- Irene Daina
- Erasmo Pascual - Don Rosendo.
- José Franco - Sacerdot
- Jesús Guzmán Gareta - Notari.
- Beni Deus - Soci del Casino.
- Manuel Tejada - Pretendent de Julia.
- Ricardo Tundidor -s Enrique.
- Nélida Quiroga
- Vicente Roca
- Rosa Fontana
- Bárbara Lis
- Luis Rico
- Antonio Cintado - Gustavo
- Ángel Menéndez
- Carmen Martínez Sierra - Mujer en la iglesia.
- Ricardo Palacios

## Premis
Als Premis del Sindicat Nacional de l'Espectacle de 1971 va guanyar el primer premi (250.000 pessetes) i el premi a la millor banda sonora.